# Arena (banda)
Arena é uma banda britânica de rock neoprogressivo fundada em 1995 por Clive Nolan e Mick Pointer. A maioria das letras da banda são escritas por Nolan, embora Pointer tenha também contribuído com a letra da música "Sirens" e outras faixas dos dois primeiros álbuns da banda.
A banda tem um estilo que varia entre rock sinfônico ao hard rock, com passagens instrumentais, característica marcante nas bandas de rock progressivo. Alguns dos álbuns mais recentes da banda tem um som semelhante ao da outra banda que Nolan também é membro, a Shadowland.

## História

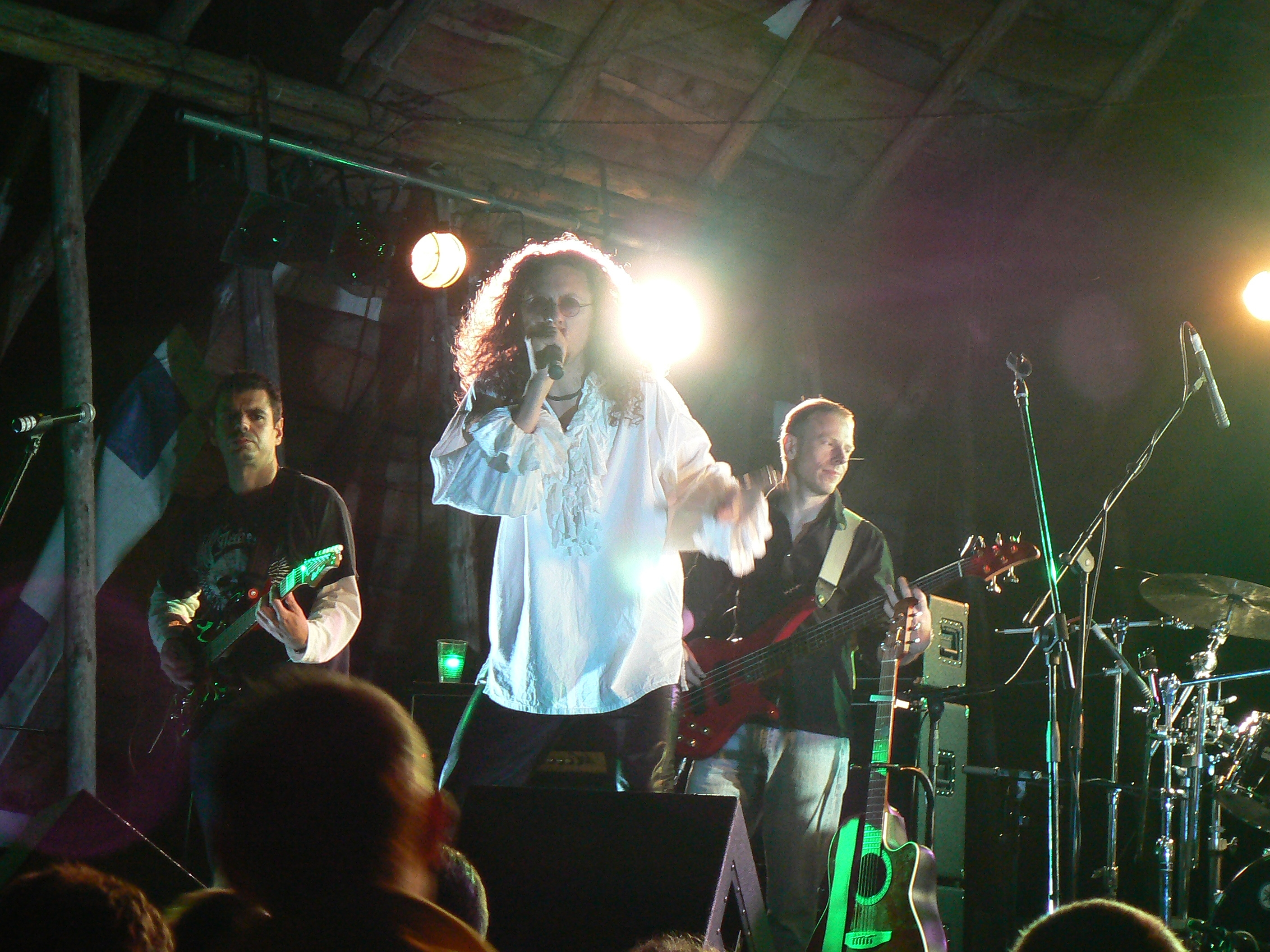
Arena no "Baltic Prog Fest 2007", na Lituânia.

O grupo foi fundado por Clive Nolan e Mick Pointer em 1995. A primeira formação da banda consistia em Cliff Orsi (baixo), Keith More (guitarra e backing vocal) e John Carson (vocal). Já seu álbum de estreia intitulado "Songs from the Lion's Cage" teve um êxito considerável. Foi a partir deste álbum que apareceram os clássicos como "Jericho", "Solomon" e "Crying for Help IV".
Logo após a estreia do grupo e do primeiro álbum sai o vocalista John Carson e o baixista Cliff Orsi. Eles são substituídos por dois outros grandes músicos: Paul Wrightson (vocal) e John Jowitt (baixo). Em 2006, pouco tempo depois da saída deles, é lançado o álbum "Pride", confirmando que os novos músicos que adentraram ao grupo vieram ao lugar certo na hora certa. Em 1997, um ano depois, ocorre novamente mudanças na composição: sai o guitarrista Keith More entrando no seu lugar John Mitchell. Já com a nova composição é gravado e lançado o EP "The Cry". No mesmo ano a banda lança o seu primeiro álbum ao vivo, "Welcome to the Stage", celebrando a fase da banda.
Um ano depois, vem o álbum "The Visitor" - considerado por muitos fãs como o melhor álbum da banda. A ideia para este álbum nasceu na cabeça de Clive, sendo que a faixa "The Visitor" resultou em uma letra bastante "escura" e intensa. A música complementa a excelente elementos gráficos da capa do álbum produzida por Hugh Syme, que podem ter empatia com o humor do álbum. "The Visitor" reuniu excelentes críticas e resultou em uma bem sucedida turnê.
O ano de 1999 foi o da trégua para o Arena. Músicos envolvidos em projetos paralelos, culminando assim a saída de Paul Wrightson e John Jowitt. O primeiro a entrar foi Rob Sowden, que tinha diante de si a difícil tarefa de substituir Paul Wrightson, que foi considerado por muitos como o melhor de todas as formações da banda. Jowitt foi substituído por Ian Salmon, um baixista conhecido por ter tocado na banda de Clive Nolan - Shadowland. Em 2000 foi lançado o álbum "Immortal?", que foi o primeiro oficial com a  nova formação, o que confirma que o Arena diante de todas as mudanças na formação ainda é capaz de fazer sucesso. Baladas acústicas como ("Friday's Dream") e canções épicas como ("Moviedrome") construiu uma grande atmosfera na banda. Os dois novos músicos pareciam que tocavam juntos há anos.
Em 2001 é realizada uma turnê para divulgar o álbum "Breakfast In Biarritz". Simultaneamente um fã-clube lança um CD chamado "Unlocking The Cage 1995-2000" que contém um material muito rico sobre as atividades do grupo. O Arena entretanto já começa a trabalhar em novo álbum, "Contagion". Devido uma causa independente o lançamento do álbum foi adiado e, finalmente, em 2003 o álbum saiu. Este novo álbum construído em torno do conceito - histórias escritas por Nolan, tecendo uma visão sombria do futuro. O álbum surpreende os fãs e críticos com espanto. Pela primeira vez na história da banda ela consegue um lugar nas paradas de sucesso na Alemanha e na Holanda.
Em 2003 é lançado o primeiro DVD da banda intitulado "Caught In The Act", gravado na Polônia. Em 2004 é lançado o CD e DVD Duplo, "Life & Life", um ano depois é lançado sétimo álbum de estúdio da banda, "Pepper's Ghost". O material do álbum vem com um livro que conta a história que se passa no século XIX, em Londres, nele heróis lutam contra o crime e derrotam  o demônio. São cinco aventureiros: exorcista, ninja, um cientista que viaja no tempo, um conde e um cowboy. Toda a história é contada no livro que acompanha o CD. Em 2006 é lançado o segundo DVD da banda chamado "Smoke & Mirrors", uma material transversal gravado durante um show em Katowice Theatre. St. Wyspiański em setembro de 2005.
Está programado que o próximo álbum de estúdio do Arena será lançado no outono e se chamará "The Seventh Degree of Separation". O grupo promoverá uma turnê para divulgar o álbum.

## Formação

### Membros atuais
- Paulo Manzi - vocal (2010-presente)
- Clive Nolan - teclado, vocal de apoio (1995-presente)
- Mick Pointer - bateria, vocal de apoio (1995-presente)
- John Mitchell - guitarra (1997-presente)
- John Jowitt - baixo, vocal de apoio (1995–1998, 2011-presente)

### Ex-membros
- John Carson - vocal (1995)
- Cliff Orsi - baixo (1995)
- Keith More - guitarra, vocal de apoio (1995–1996)
- Paul Wrightson - vocal (1996–1998)
- Rob Sowden - vocal (2000–2010)
- Ian Salmon - baixo (2000–2011)

## Discografia

### Álbuns de estúdio
- Songs from the Lion's Cage (1995)
- Pride (1996)
- The Visitor (1998)
- Immortal? (2000)
- Contagion (2003)
- Pepper's Ghost (2005)
- The Seventh Degree of Separation (2011)
- The Unquiet Sky (2015)
- Double Vision (2018)

### Álbuns ao vivo
- Welcome to the Stage (1997)
- Breakfast in Biarritz (2001)
- Live & Life (2004) (duplo ao vivo CD + DVD)

### EPs e Compilações

#### EPs
- The Edits (1996)
- Welcome Back! To the Stage (1997)
- The Visitor (Revisited) (1999)
- Unlocking the Cage
- Contagious (2003)
- Contagium (2003) (versões acústicas do material de "Contagion")
- Radiance (2003)

#### Compilações
- The Cry (1997) (inclui material retrabalhado dos dois primeiros álbuns)
- Ten Years On (2006)

### Videografia
- Caught In The Act (2003) (ao vivo)
- Smoke & Mirrors (2006) (ao vivo)